# Honckelboer
De familie Honckelboer (naam wordt ook wel geschreven als Honkelboer of Onckelboer) is een Amsterdamse familie met wortels in Antwerpen die in de 16e en 17e eeuw tot de gegoede middenstand behoorden. Van oorsprong waren zij lakenfabrikanten, zowel als kuipers, maar in Amsterdam hielden zij zich voornamelijk bezig met de handel, in eerste instantie met Oost-Europa en Scandinavië.
De "pater familias" was Melchior Honckelboer, van oorsprong lakenbereider. Hij werd geboren in Antwerpen in 1538 als zoon van Jan Honckelboer en Anna op den Hoff. Hij was gehuwd met Geertruij van der Putten en samen hadden zij acht kinderen, vijf zoons en drie dochters. Het gezin vertrok al in 1585 naar Amsterdam. Ook een aantal broers en zussen van Melchior volgde dezelfde weg. Hoewel Melchior zich in Amsterdam deed kennen als strenge calvinist, is het niet bekend of hij Antwerpen om die reden verlaten heeft, dan wel dat door de blokkade van Antwerpen de handelsverbindingen goeddeels waren weggevallen. De zonen van Melchior verdienden hun geld allemaal in de handel. Ook had de oude Melchior ervoor gezorgd dat zijn zonen en dochters huwden met goede partijen, bijna altijd van Belgische (Antwerpse) komaf. Door deze huwelijken werd de familie direct of indirect gerelateerd aan families als Staes, Grill, Spranger, Huydecoper van Maarsseveen, Coymans, Trip, van der Muelen en de Geer, (veelal adellijke) familienamen die vooral bekend zijn door de portretten die werden geschilderd door Nederlandse meesters.
Ook de kaper-kapitein Joachim Gijsen komt in de stamboom van de Honckelboers voor.
De familienaam schijnt tegenwoordig volledig verdwenen te zijn, slechts de Onckelboerensteeg, een zijstraatje van de Kloveniersburgwal in Amsterdam, herinnert aan de familie. Het huis aan de Kloveniersburgwal is in de 17e eeuw gebouwd en bewoond door een lid van de familie Honckelboer.